# Semiha Yankı
 (mars 2017).
Si vous disposez d'ouvrages ou d'articles de référence ou si vous connaissez des sites web de qualité traitant du thème abordé ici, merci de compléter l'article en donnant les références utiles à sa vérifiabilité et en les liant à la section « Notes et références ».
Semiha Yankı, est une chanteuse et actrice turque, née le 15 janvier 1958 à Istanbul.

## Discographie
- Büyük Aşkımız (Our Great Love)
- Adını Yollara Yazdım (Disco-1989)
- Ben Sana Mecburum (I'm compelled to you)
- Sevgi Üstüne (About Love)
- Hayırlı Olsun (Good luck with it)
- Ayrılanlar İçin
- Seni Seviyorum (I love you) (Ağdaş Müzik-2004)

## Filmographie
- Güneş Doğmasın (1961)
- Hammal (1976)